# Ideographic Research Group
Ideographic Research Group（IRG、旧名：Ideographic Rapporteur Group）は、UnicodeとISO/IEC 10646（国際符号化文字集合）文字コード標準のレパートリへの漢字の追加と漢字統合について、ISO/IEC JTC 1/SC 2/WG 2（国際標準化機構及び国際電気標準会議 第一合同技術委員会 第二小委員会 第二ワーキンググループ）に勧告するWG 2の下部組織である。前身はCJK-JRG (China, Japan, Korea Joint Research Group)。
IRGの作業メンバーは参加国から任命されたか、あるいは他の国から招待された専門家である。参加国・地域・組織には中国、台湾、香港、マカオ、日本、韓国、北朝鮮、シンガポール、ベトナム、アメリカおよびユニコードコンソーシアムが含まれる。

## 歴史
1984年、ISO/TC 97/SC 2 は、漢字を含む全世界の文字を統合的に扱える文字コードの開発を決定し、そのために新たに ISO/TC 97/SC 2/WG 2 が設置された。ここで開発される文字コードは、ISO 10646と呼ばれることになる。このワークグループでの作業により、1987年、2バイト領域に世界各国の文字と同時に、日本・中国・韓国の漢字を分離して入れる案が策定された。しかし中国はこれでは自国の漢字が足りなくなるとして反対し、1990年、SC2は漢字コードについては各国で分離した4バイトコードとする案を策定、ISO DIS 10646 として投票に附された。
一方、Xerox社の Joseph D. Becker らは ISO/TC 97/SC 2/WG 2とは別に、世界各国の文字コードを統合する "Unicode" の策定を推進しており、1989年、"Unicode Draft 1" を発表した。ここでは、16bitにすべての文字コードを入れるために、漢字を統合するというアイデアが盛り込まれていた。1990年には"Unicode Draft 2"を発表、ここでは日中韓の漢字を統合した 18,739文字の文字表がすでにできあがっていた。
1989年、あくまで日中韓の漢字を統合した符号化を目指す中国は、ISO/IEC JTC 1/SC 2にて HCC (Han Character Collection) を提案し（これはUnicode Draft 1の影響を受けている可能性が高い）、1990年の ISO/IEC JTC1/SC2/WG2 ソウル会議において、Joseph Becker と中国は、HCCに基づく漢字統合を行うことを要請、同年、ISO DIS 10646がUnicodeとの統合を求める各国によって否決されたこともあり、WG2は 「漢字に関する日中韓の合同研究グループ」 CJK-JRG を設置することとした。
1991年7月、第1回CJK-JRG が開催される。この場において、すでに中国は漢字統合を前提とした漢字表であるHCS-A を作成、また漢字統合を前提とした Unicode の方を、GB 13000として国内規格化することを表明した。また会議にはWG2の主査が参加していたこともあり、研究グループの会合という名前とは裏腹に、漢字を統合して Unicode と DIS 10646 を一本化する方向へ議論が進むこととなった。
1991年9月、第2回 CJK-JRG が開催され、統合漢字表の作成が開始される。同年 11-12月、第3回 CJK-JRG が開催され、統合漢字表（Unified Repertoire and Ordering）20,902文字が完成した。
1993年5月、統合漢字が取り込まれた ISO/IEC 10646-1:1993 が制定され、同時にCJK-JRGはその組織のまま、IRG と改称され、正式にJTC 1/SC 2/WG 2 の配下に組み込まれることになった。
1998年、IRGはCJK統合漢字拡張Aとして6,584漢字をWG2に提案、1999年に ISO/IEC 10646-1 Amendment 17 として、3400〜4DB5に6,582文字が制定された。
2001年、IRGはCJK統合漢字拡張Bとして42,711文字をWG2に提案、同年、ISO/IEC 10646-2 として制定された。
2004年、IRGは、東アジアで日常的に使われる漢字のサブセット（組 Collection）9,810文字をIICOREとしてWG2に提案、2005年にISO/IEC 10646:2003 Amendment 1として制定された。
上記に見るように、まだ漢字の統合すら決まっていない CJK-JRG の最初の会合が 1991年7月に行われてから、1991年12月5日に統合漢字表が完成するまでには、わずか4ヶ月程度しかたっていない。そのため、上記のような中国とユニコードコンソーシアムによる会議の主導、そして極めて短期間の間に実用面における懸念や問題点を無視して大規模な漢字表を作成するという手法は、日本の一部で批判や反発を招くこととなった。
「Unicodeはアジアの国々の文化を破壊する」という批判は、漢字統合に関する決定は主にアジアの専門家によってなされたという事実に反すると主張したり、またはユニコードコンソーシアムとISO/IEC JTC 1/SC 2が、IRGの創設前に漢字の統合を勝手に決めたという事実は、この漢字を統合するという決定が両組織のアジアの参加国によってなされたという事実によって反論されると主張する漢字統合の擁護者もいる。
しかしながら上記に述べたように、CJK-JRGの設立以前に、Unicode Draft 2 や HCS-A によって、漢字統合は具体化されており、またCJK-JRGが開催されてからきわめて短期間で統合漢字表が完成し、その間、統合による弊害を指摘する声がCJK-JRGにはほとんど届かなかったという事実にも注意をすべきであろう。